# Jevetta Steele
Jevetta Steele (Gary, Indiana, 11 de novembro de 1963) é uma cantora americana de música gospel. Seu maior sucesso é a canção "Calling You", do filme Bagdad Café, que foi interpretada por Céline Dion em seu álbum ao vivo L'Olympia.
Já cantou com artistas como Prince, George Clinton, 10,000 Maniacs e Mavis Staples. Também cantou no álbum Memorial Beach, do grupo norueguês A-ha, mais precisamente nas faixas "Lie Down in Darkness" e "Move to Memphis".

## Biografia
Cresceu em Minneapolis, Minnesota, onde viveu por muitos anos. Mudou-se para a área metropolitana para se tornar uma advogada criminalista, porém optou pela carreira musical. Além de sua bem sucedida carreira solo, Steele é um membro do grupo gospel aclamado The Steeles. Jevetta Steele é casada e mãe de três filhos.

## Discografia

### Álbuns
- Jevetta Steele (1988)
- Hold Me (EP) (1992)
- Here It Is (1993)
- My Heart (2006)